# Riders to the Sea
Riders to the Sea (français : La Chevauchée vers la mer) est un opéra en un acte de Ralph Vaughan Williams sur un livret du compositeur adapté de la pièce éponyme de John Millington Synge. Il est créé le 30 novembre 1937 au Royal College of Music sous la direction de Malcolm Sargent.

## Distribution
- Bartley baryton
- Katleen soprano
- Maurya contralto
- Nora soprano
- Une femme mezzo-soprano

## Argument
Maurya une irlandaise très âgée a perdu son beau-père et quatre de ses fils en mer.